# John Henry Comstock
Pour les articles homonymes, voir Comstock.
 (novembre 2019).
Si vous disposez d'ouvrages ou d'articles de référence ou si vous connaissez des sites web de qualité traitant du thème abordé ici, merci de compléter l'article en donnant les références utiles à sa vérifiabilité et en les liant à la section « Notes et références ».
John Henry Comstock est un entomologiste américain, né le 24 février 1849 à Janesville dans le Wisconsin et mort le 20 mars 1931  à Ithaca.

## Biographie
Il est le fils d’Ebenezer et de Susan Allen Comstock qui s’installent après leur mariage dans une petite ferme à Janesville dans le Wisconsin. Peu de temps après sa naissance, son père part en Californie lors de la ruée vers l’or et meurt du choléra dans la région de la rivière Platte. Sa mère, qui n’apprend la nouvelle de sa mort que quelques années plus tard, doit abandonner alors l’exploitation familiale et part à New York où elle devient bonne.
Le jeune Comstock est placé dans un orphelinat vers l’âge de quatre ans puis dans plusieurs familles dont celle d’un oncle. Il est alors adopté à onze ans par un couple à Oswego, le père est capitaine de marine et ses trois fils marins. Comstock commence à travailler à seize ans comme cuisinier à bord des navires naviguant sur les Grands Lacs.
Il s’initie à la botanique grâce à un livre de Alphonso Wood (1810-1881), Class-Book of Botany, mais ce qui va transformer sa vie est la découverte de l’entomologie à la suite de la lecture du livre de Thaddeus William Harris (1795-1856), Treatise on Insects Injurious to Vegetation. John Comstock entre à l'université Cornell en 1869, mais une attaque de paludisme l’oblige à interrompre ses études. Il s’inscrit à nouveau l’année suivante. De 1872 à 1873, il est assistant en entomologie ; il écrit alors à sa mère, partie vivre en Californie :

« Ce sera une bonne situation pour moi. Elle n'interférera pas avec mes études, ainsi je pourrai conserver mes classes comme avant. Mon travail se composera d'un cycle de conférences à la fin du printemps, des cours privés dans mon laboratoire et l’entretien d'une collection d'insectes. Je passerai les vacances d'été sur le terrain pour faire des collections et étudier les mœurs des insectes. Mon salaire sera pendant la première année de cinq cents dollars, ce qui est assez pour me permettre de vivre correctement. »

Parallèlement à ces activités, il étudie au Museum of Comparative Zoology durant l’été 1872. Comstock obtient son Bachelor of Sciences en 1874, le seul diplôme qu’il décrochera durant sa vie. De 1873 à 1876, il est instructeur en entomologie tout en étudiant auprès d’Addison Emery Verrill (1839-1926) à l’Université Yale en 1875-1876. De 1876 à 1879, il est professeur-assistant en entomologie à Cornell. En 1877, il donne des cours au Vassar College.

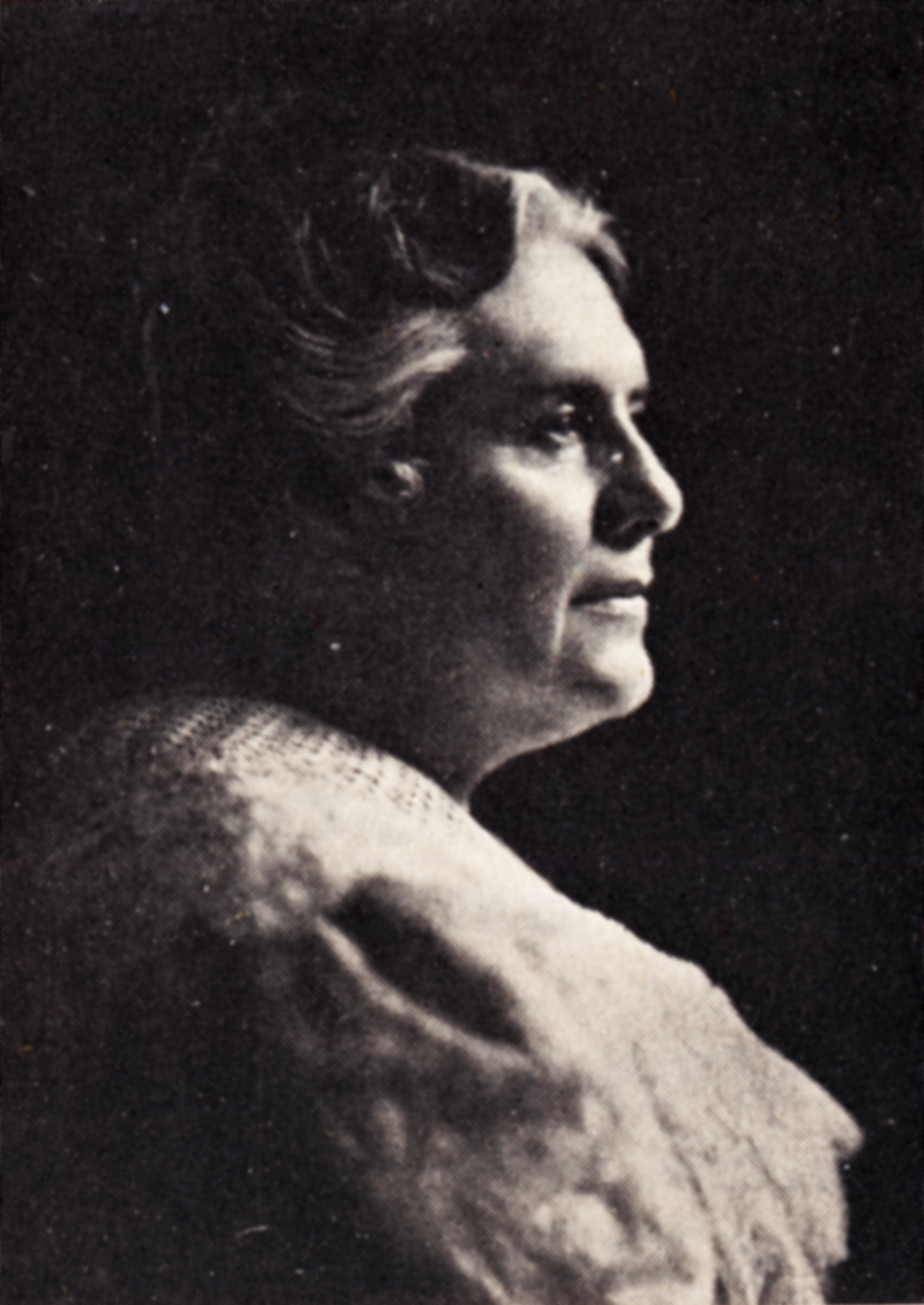
Anna Botsford Comstock.

Comstock rencontre en 1875, une de ses jeunes étudiantes Anna Botsford (1854-1930), qui deviendra son épouse en 1878 et qui participera à ses recherches toute sa vie. En 1878, à la demande de Charles Valentine Riley (1843-1895), il part dans le sud étudier Alabama argillacea (Hübner, 1823), un papillon de la famille des Noctuidae, qui ravage alors les plantations de coton. De 1879 à 1882, il est entomologiste chef au ministère de l’agriculture et fait paraître en 1880 Report on Cotton Insects et en 1881 Report of the Entomologist of the United States Department of Agriculture for the Year. Sa femme vient l’assister dans ces fonctions, d’abord comme bénévole puis comme assistante.
John souffrant d’une maladie pulmonaire, les Comstock partent en Floride durant l’hiver 1879-1880 et commencent à s’intéresser aux insectes des citronniers. John débute alors ses études des cochenilles. En juillet 1880, les Comstock se rendent en Californie pour étudier les cochenilles qui ravagent alors les plantations de citronniers. John rencontre alors sa mère, qu’il n’avait pas revu depuis ses treize ans. Il découvre alors le pou de San-José, Quadraspidiotus perniciosus (Comstock, 1881) capable non seulement d'abîmer les fruits mais aussi de tuer l’arbre lui-même. Il détermine qu’il s’agit d’une espèce provenant de Chine. Riley le remplace en 1881 à la tête du département.

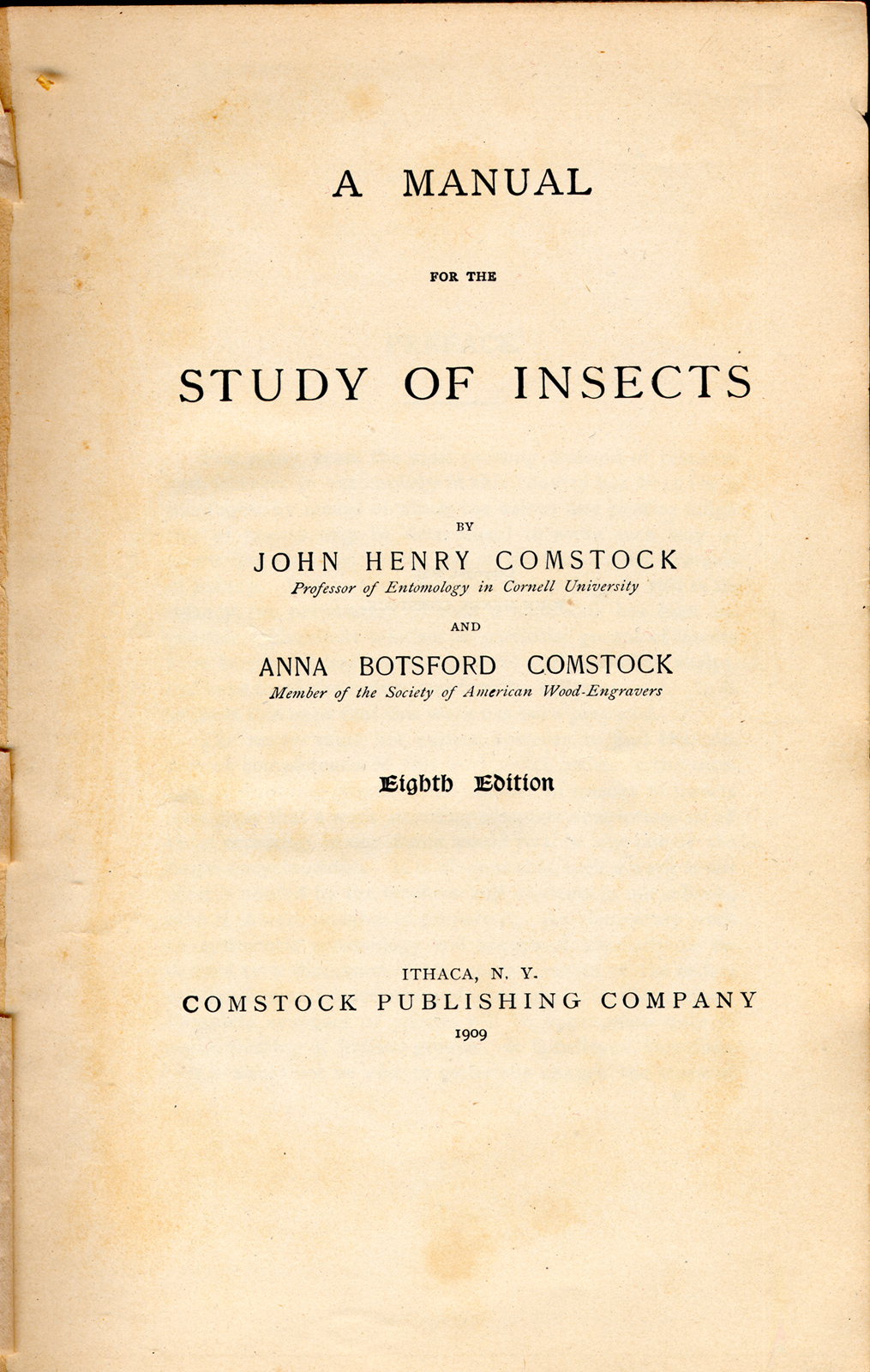
Couverture de la huitième édition du Manual of the Study of Insects.

Il enseigne de 1882 à 1914 l’entomologie et la zoologie des invertébrés à Cornell. Durant cette période, il part à Leipzig étudier sous la direction de Rudolf Leuckart (1822-1898). De 1891 à 1893, il séjourne régulièrement à l’université Stanford à la demande de son président, David Starr Jordan (1851-1931), l’un de ses premiers étudiants, pour y organiser l’enseignement de l’entomologie. Il fait paraître un livre destiné aux étudiants (Manual of the Study of Insects) en 1894 et qui sera maintes fois réédités ainsi qu’un livre destiné aux professeurs du primaire Insect Life (1897). Sa femme l’assiste pour ces deux ouvrages. Manual of the Study of Insects, qui contient 701 pages et près de 800 illustrations, ne coûte que 3 dollars. Le succès de ces manuels est tel, qu'ils conduisent à la création d'une maison d'édition, la Comstock Publishing Company, consacrée à la publication de nombreux manuels de zoologie.
En 1899, Comstock fait paraître The Wings of Insects (réédité en 1918) et Wings of the Sesiidae (1901). Les insectes ne sont pas les seuls animaux qui l’intéressent et Comstock étudie les araignées du sud des États-Unis. Il fait ainsi paraître en 1912 The Spiders Book.

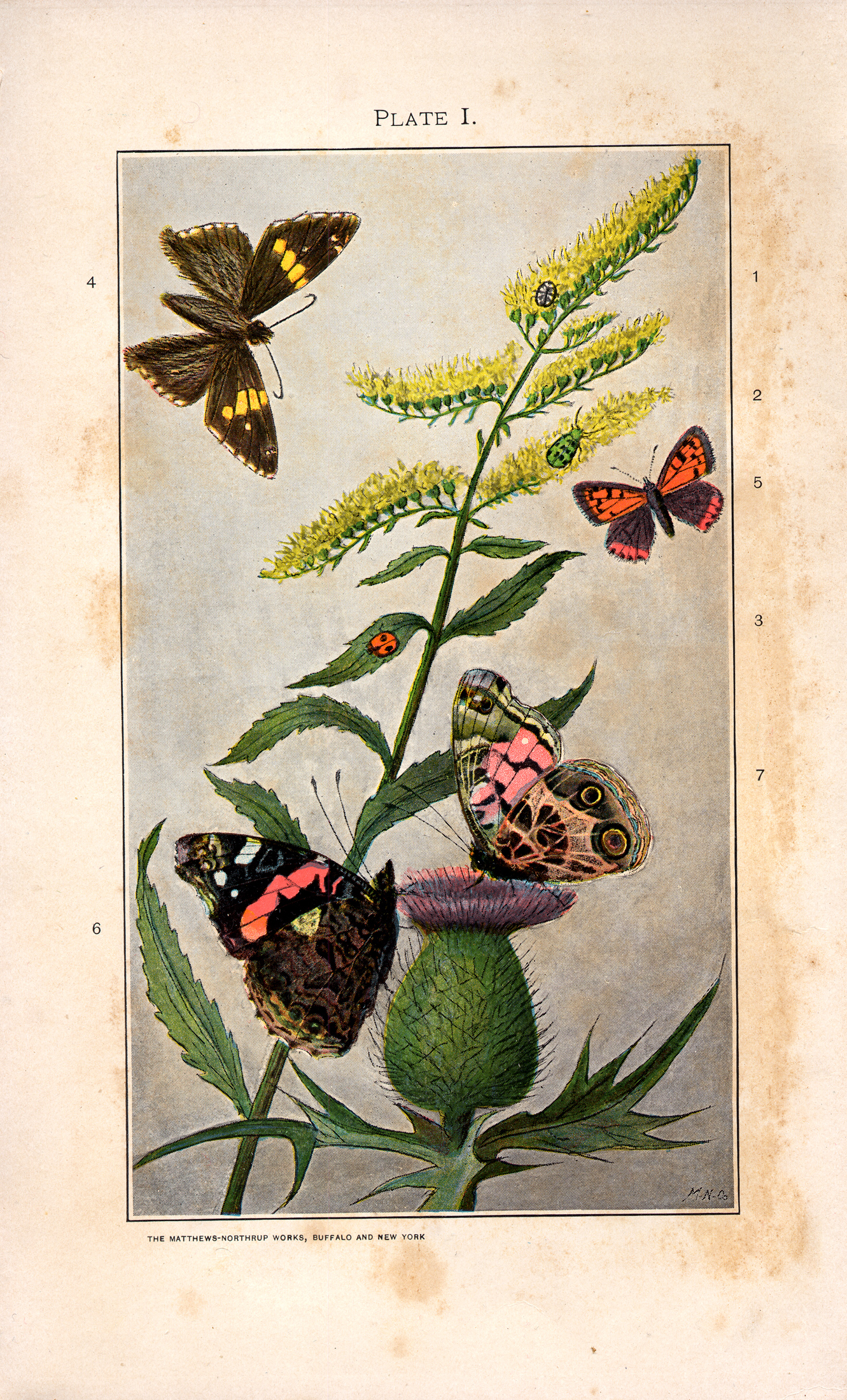
Planche extraite de Manual of the Study of Insects.

Avec sa femme, il fait paraître un ouvrage d’initiation à l’étude des papillons, How to Know the Butterflies (1904). Mais son ouvrage le plus important est probablement Introduction to Entomology de plus de 1 000 pages qui paraît la première fois en 1920 et qui sera réédité neuf fois jusqu’en 1940.
Lors de son départ à la retraite ses étudiants lui offrent la somme de 2 500 dollars afin qu’il crée une bibliothèque entomologique à Cornell qui sera plus tard baptisée la John Henry Comstock Memorial Library of Entomology. Il poursuit ses recherches jusqu’en 1926, année où il souffre d’une hémorragie cérébrale. Il est membre de toutes les principales sociétés d'entomologie et d'histoire naturelle des États-Unis et membre d'honneur de la Société entomologique de France, de la Société entomologique de Londres et de la Société royale belge d’entomologie
Bien que n’ayant jamais obtenu le moindre diplôme, Comstock exerce une influence considérable sur l’organisation de l’enseignement de l’entomologie et forme des très nombreux étudiants (il avance le chiffre de 5 000). Parmi eux, se trouvent quelques grands noms de cette discipline comme Vernon Lyman Kellogg (1867-1937) qui prend la direction de l’enseignement de Stanford en 1893 et Leland Ossian Howard (1857-1950) qui deviendra l'éminent chef du département d’entomologie au ministère de l’agriculture, sans parler de Frank Hurlbut Chittenden (1858-1929), de Mark Vernon Slingerland (1864-1909), de William Albert Riley (1876-1963), d'Alexander Dyar MacGillivray (1868-1924), de James George Needham (1868-1957), de Royal Norton Chapman (1889-1929), d'Ephraim Porter Felt (1868-1943) ou d'Altus Lacy Quaintance (1870-1958). Sa femme, Anna Botsford Comstock, fait paraître en 1953 le récit de leur vie sous le titre de The Comstocks of Cornell : John Henry Comstock and Anna Botsford Comstock (Ithaca).

### Citations originales
1. ↑  (en) « This will be a fine position for me. It will not interfere with my studies, so I shall be able to keep on with my classes as before. My work will consist of a course of lectures in the spring term, private instruction in my laboratory, and care of a collection of insects. I shall spend the summer vacation in the field making collections and studying the habits of insects. My salary will be for the first year five hundred dollars, which is enough to support me nicely here. »